# Teenage Mutant Hero Turtles (jeu vidéo)
Pour le jeu de type beat them all sorti sur borne d'arcade la même année, voir Teenage Mutant Hero Turtles (jeu vidéo d'arcade).
Teenage Mutant Hero Turtles est un jeu vidéo de plates-formes développé et édité par Konami, sorti sur NES le 12 mai 1989 au Japon sous le titre Gekikame Ninja Den, en juin 1989 en Amérique du Nord sous le titre Teenage Mutant Ninja Turtles et le 17 août 1990 en Europe. Son développement a été supervisé par Yokota-San (également programmeur). Les responsables de ses graphismes sont Nobuya Nakazato et I.Urata.
Il connaît un immense succès sur NES, se vendant à 4 millions d'exemplaires, et est porté sur divers micro-ordinateurs. 

## Système de jeu
Le gameplay du jeu alterne parcours extérieur en vue de dessus et exploration de bâtiments ou d'égouts en défilement horizontal. Le joueur dirige une des tortues ninja, qu'il peut changer à n'importe quelle moment, chacune possédant son arme associée, ses vies et les armes secondaires qu'elle a collectées. Ces dernières sont des armes à distance à utilisation limitée, comme les shurikens ou les boomerangs, et se récupèrent en tuant des monstres ou en explorant les niveaux. Si une tortue perd toutes ses vies, elle est capturée, le jeu étant fini quand le joueur perd les quatre tortues. Une tortue peut être délivrée par niveau à partir du troisième.
Les phases de jeu en vue de dessus servent principalement à trouver des lieux à visiter, bien que des ennemis y soient présents. Il est possible de se déplacer dans le van des tortues, qui est armé d'une mitrailleuse, d'un lance-missiles, et qui rend le protagoniste insensible aux soldats du clan des Foot. Les missiles doivent être trouvés dans les bâtiments et permettent de détruire les barricades sur le chemin.
La deuxième partie du deuxième niveau se déroule sous l'eau, où les tortues nagent pour désamorcer des bombes en temps limité, tout en évitant les nombreux pièges présents.

## Scénario
April O'Neil a été capturée par Shredder. Les tortues ninja partent à sa recherche et combattent Bebop et Rocksteady pour la délivrer. Elle leur apprend que Shredder a placé des bombes dans le fleuve Hudson pour détruire le barrage et ensevelir la ville. Après avoir désamorcé les bombes, les tortues ninja rentrent dans leur repaire, saccagé par Shredder qui a enlevé leur maître Splinter. Ils partent dans les rues de New-York, et retrouvent leur maître sur le toit d'un immeuble, gardé par le robot tortue. Ils vont ensuite à l'aéroport pour récupérer leur dirigeable, puis infiltrent la base de Shredder, détruisent le technodrome et vainquent finalement Shredder.

## Versions
Toutes les versions éditées en Europe sont renommées Teenage Mutant Hero Turtles au lieu du nom d'origine, Teenage Mutant Ninja Turtles, à cause d'une censure anglaise jugeant le terme « ninja » peu adapté à un jeune public. Image Works a édité toutes les versions micro-ordinateurs en Europe, sorties courant 1990. La version DOS est impopulaire à cause du fait qu'un bug dans le 3e niveau empêche le joueur de passer s'il n'effectue pas un code de triche permettant de traverser les murs.
- 1989 - le 12 mai 1989 au Japon sur Famicom, courant juin 1989 en Amérique du Nord et le 17 août 1990 en Europe sur Nintendo Entertainment System. Cette version, réalisée par Konami Kobé, a été dirigée par Yokota (prénom inconnu qui avait auparavant travaillé chez Hudson Soft) et deux graphistes ont travaillé dessus : Nobuya NAKAZATO et I. URATA (une collègue dont le prénom est inconnu qui a ensuite réalisé les graphismes de Castlevania III: Dracula's Curse[5]) ;
- 1990 - Amiga, Amstrad CPC, Atari ST, Commodore 64, DOS, MSX, ZX Spectrum ;
- 2007 - Wii CV (réédition de la version NES).

## Accueil
Teenage Mutant Hero Turtles reçoit de bonnes critiques à sa sortie sur NES et connaît un immense succès, se vendant à 4 millions d'exemplaires. Il reçoit le prix du jeu de l'année par Nintendo Power en 1989.
Le jeu est reconnu pour sa grande difficulté par tous les joueurs et testeurs . Joueur du Grenier a ainsi dédié plusieurs vidéos à la version NES de ce jeu en raison de cette grande difficulté,.
Le jeu a fait l'objet d'un test de l'AVGN et du Joueur du Grenier.